# IHF-Pokal der Frauen 1983/84
Der IHF-Pokal 1983/84 war die 3. Austragung des von der Internationalen Handballföderation eingeführten Wettbewerbs, an dem 13 Handball-Vereinsmannschaften aus 13 Ländern teilnahmen. Diese qualifizierten sich in der vorangegangenen Saison in ihren Heimatländern für den Europapokal. Im Finale setzte sich die rumänische Mannschaft von AS Chimistul Râmnicu Vâlcea gegen den VfL Oldenburg aus der Bundesrepublik Deutschland durch.

## Vorrunde
|                                  | Gesamt   |                             | Hinspiel | Rückspiel |
| -------------------------------- | -------- | --------------------------- | -------- | --------- |
| VfL Oldenburg                    | 96:70    | HC La Fraternelle Esch      | 53:30    | 43:40     |
| Clube Desportivo de Torres Novas | [ VR 1 ] | AS Chimistul Râmnicu Vâlcea | :        | :         |
| Balonmano Saragossa              | 27:49    | AS Lyon                     | 18:23    | 09:26     |
| Sporting Neerpelt                | 20:65    | Bækkelagets SK              | 08:32    | 12:33     |
| Tvis Holstebro KFUM              | 29:31    | HV Enzico Swift             | 14:15    | 15:16     |

1. ↑   AS Chimistul Râmnicu Vâlcea kam kampflos weiter.

Durch ein Freilos zogen Lokomotive Mostar, Iskra Partizánske und Spartacus Budapest direkt in das Viertelfinale ein.

## Viertelfinale
|                             | Gesamt |                    | Hinspiel | Rückspiel |
| --------------------------- | ------ | ------------------ | -------- | --------- |
| Lokomotive Mostar           | 47:52  | Iskra Partizánske  | 27:21    | 20:31     |
| VfL Oldenburg               | 34:34  | Bækkelagets SK     | 16:17    | 18:17     |
| AS Lyon                     | 37:55  | Spartacus Budapest | 17:29    | 20:26     |
| AS Chimistul Râmnicu Vâlcea | 56:37  | HV Enzico Swift    | 32:16    | 24:21     |

1. ↑   Der VfL Oldenburg qualifizierte sich aufgrund der Auswärtstorregel für das Halbfinale.

## Halbfinale
|                             | Gesamt |                    | Hinspiel | Rückspiel |
| --------------------------- | ------ | ------------------ | -------- | --------- |
| Iskra Partizánske           | 34:34  | VfL Oldenburg      | 21:16    | 13:18     |
| AS Chimistul Râmnicu Vâlcea | 51:42  | Spartacus Budapest | 28:21    | 23:21     |

1. ↑   Der VfL Oldenburg qualifizierte sich aufgrund der Auswärtstorregel für das Finale.

## Finale
Das Hinspiel fand am 25. März 1984 in Oldenburger Brandsweghalle und das Rückspiel am 31. März 1984 in der Sala Sporturilor Traian von Râmnicu Vâlcea statt.
|               | Gesamt |                             | Hinspiel | Rückspiel |
| ------------- | ------ | --------------------------- | -------- | --------- |
| VfL Oldenburg | 39:51  | AS Chimistul Râmnicu Vâlcea | 18:22    | 21:29     |

## Siegermannschaft
| AS Chimistul Râmnicu Vâlcea |
| Cristina Lada-Rouă Maria Török-Duca (Kapitänin) Doina Copotz-Rodeanu Rodica Pestrea Edit Török-Matei Doina Bucur Felicia Tipi Nicoleta Petre Georgeta Andronache Hilda Hrivnac Elena Morariu Nicolita Bazărâncă Nicoleta Lazăr Maria Petre |
| Constantin Popescu (Trainer) |